# Gevelsdorf
Gevelsdorf gehört heute zur Landgemeinde Titz im Kreis Düren in Nordrhein-Westfalen. Am 15. Januar 1969 beschloss der Rat der Gemeinde Gevelsdorf einstimmig den Zusammenschluss mit den Gemeinden Hasselsweiler, Müntz (Titz) und Titz, der am 1. Juli 1969 in Kraft trat.

## Geographie
Der Ort liegt im nördlichen Teil des Kreises Düren im Gebiet des Altkreises Jülich zwischen Ralshoven und Titz am südwestlichen Rand des Titzer Landrückens. Der Ort ist über die Landstraße L 226 (Heerbahn) an die 900 m östlich von Gevelsdorf gelegene Hauptverkehrsachse BAB A44 (Ausfahrt 9 Titz) von Aachen nach Düsseldorf angebunden.
Die Heerbahn ist eine alte Römerstraße, die vom Rurtal bei Linnich hinaufsteigt und über Gevenich (Linnich), Hottorf und Gevelsdorf südlich von Titz über Kirchherten nach Kaster an der Erft verläuft.
Eine Nord-Süd-Verbindung, die Kreisstraße K7, von Holzweiler (Erkelenz) nach Hasselsweiler, führt östlich an Gevelsdorf vorbei.
Vor etwa 30 Millionen Jahren begann die Erdscholle zwischen Eifel und rechtsrheinischem Schiefergebirge einzubrechen. Diese Bewegung fand jedoch nicht gleichmäßig statt, vielmehr teilte sich die Hauptscholle in viele größere oder kleinere Schollen, die verschieden stark gegeneinander absanken. Die Oberfläche der Titzer Lößplatte ist im Gegensatz zur ebenen Jülicher Börde insgesamt leicht wellig. Breite wannenartige Täler bringen zusammen mit rundlichen Kuppen Abwechslung ins Landschaftsbild.

## Klima
Für die Ansiedlung der ersten Bauern und Viehzüchter in und um den heutigen Ort Gevelsdorf ist das Klima zu nennen. In dem ozeanisch beeinflussten Raum sind die Winter verhältnismäßig kurz. Die Vegetationsperiode setzt bereits meist im März ein und hält bis in den November an. Die Niederschläge pro Jahr überschreiten meist die Grenze von 700 mm, weswegen eine gute Bodenfeuchte ganzjährig garantiert ist.

## Geschichte

### Die Frühgeschichte bis zum Jahr 893 n. Chr.

#### Frühgeschichte und Antike
Nicht eindeutig geklärt werden kann, welchem Volk die Vorfahren um Gevelsdorf angehörten. In Caesars Bellum Gallicum werden die Bewohner der Gegend mit dem verallgemeinernden Begriff Germani cisrhenani belegt, also als Germanen von diesseits des Rheins bezeichnet, die sich mit den aus dem rechtsrheinischen Raum zugewanderten Ubier vermischten. Auch der Stamm der gallischen Belgae (Belger) dürfte zeitweise hier gesiedelt haben, was zu weiteren Vermischungen geführt haben kann.

#### Die Frankenzeit
Unter Chlodwig (481–511 n. Chr.) wurden die einzelnen Frankenstämme teils gewaltsam geeint und das große Frankenreich wurde gegründet. Bis zum 8. Jahrhundert war das neu geschaffene Reichsgebiet in Verwaltungseinheiten, sogenannte Gaue, gegliedert. Gevelsdorf soll nach einem Hinweis in der Keyenberger Chronik zum Jülichgau gehört haben.
Über das Erscheinungsbild der Landschaft, wie auch die Besiedlung des Ortes Gevelsdorf zu dieser Zeit lässt sich nichts Genaues sagen. Eindeutige archäologische Spuren sind selten. Entscheidend hierfür ist, dass das fränkische Dorf unter den heutigen Anwesen, Straßen und Plätzen verborgen ist.
Die Entstehung von Gevelsdorf hat sich demnach möglicherweise folgendermaßen dargestellt: Ein fränkischer Gutsherr ließ Teile des wieder vorhandenen Waldes roden. So waren Bau- und Brennholz reichlich vorhanden, doch auch die Eckern und Eichelmast für die Schweine wie der Blütenbestand für die Bienen waren weiterhin gesichert. In der geschaffenen Freifläche errichtete der Siedler seinen gutsherrlichen Hof: zur Straße hin die Wohnung, nach innen die Stallung mit sich anschließendem Garten. Einige Gehöfte um den Gutshof bildeten das Dorf.
Da Gevelsdorf Grenzland war und somit in umstrittenem Gebiet lag, wurde es schon im frühen Mittelalter durch kriegerische Einwirkungen betroffen.
In den Jahren 715 bis 719 n. Chr. fielen Friesen brandschatzend und mordend in die Region ein. Ihnen folgten die Normannen am Ende des 9. Jahrhunderts, die Gevelsdorf wahrscheinlich völlig zerstörten. Dies war die Ursache für die spätere Erwähnung von Gevelsdorf im Prümer Urbar.

### Ersterwähnung im Jahr 893
Die erste urkundliche Erwähnung des Ortes erfolgte im Prümer Urbar unter der Brevia Nr. 77 von 893 unter dem Namen „Givinesdorpht“ (sprich: Givinesdorpht), was auf eine Ansiedlung durch Kelten hinweist. In dem Urbar (Verzeichnis) wird folgendes erwähnt; zitiert sei hier die originale Eintragung, übersetzt aus dem Lateinischen, für Gevelsdorf: „In Gevelsdorf gibt es einschließlich des Herrenlandes 7 Mansen, die unbebaut sind.“ Der Randkommentar des Caesarius von Milendonk über Gevelsdorf lautet (ins Deutsche übersetzt): „Gevelsdorf hält der Graf von Sayn von der Kirche zu Lehen, es liegt ganz nahe bei Linnich.“
Mit der kommentierten Urbarabschrift entsteht so ein einzigartiger Längsschnitt der Besitz- und Bewirtschaftungsstruktur einer klösterlichen Grundherrschaft.

## Politik

### Gemeindebezirk
Gevelsdorf ist gemäß Hauptsatzung eine von 16 Ortschaften der Landgemeinde Titz. Zur Ortschaft gehören auch die Wohnplätze Burgfeld, Buchenhof, Dackweiler und Dackweiler Siedlung, Karlshöhe, Lüchterhof sowie Marienfeld.
Die Bildung von Bezirken bzw. Ortschaften wird durch die Gemeindeordnung für das Land Nordrhein-Westfalen (GO NRW) ermöglicht. Wenn Gemeindebezirke eingerichtet werden, sind durch den Rat entweder Bezirksausschüsse zu bilden oder Ortsvorsteher zu wählen. Die Landgemeinde Titz sieht in ihrer Hauptsatzung für Gevelsdorf die Wahl eines Ortsvorstehers vor.

### Ortsvorsteher
Stefan Melzener (CDU) wurde am 29. Oktober 2009 Ortsvorsteher von Gevelsdorf. Zuletzt nach der Kommunalwahlen in Nordrhein-Westfalen 2020 wurde er in der Konstituierenden Gemeinderatssitzung von Titz am 5. November 2020 für weitere fünf Jahre in seinem Amt bestätigt.
Der Ortsvorsteher vertritt die Belange seines Ortes gegenüber dem Rat der Gemeinde und übernimmt zudem die Erledigung bestimmter Geschäfte der laufenden Verwaltung.

### Wappen
In Schwarz ein rotbewehrter goldener (gelber) Hahn. Der goldene Hahn schreitet nach heraldisch rechts und hat in Rot: Kamm, offenen Schnabel mit Zunge, sowie Kehllappen und Läufe.

## Religion

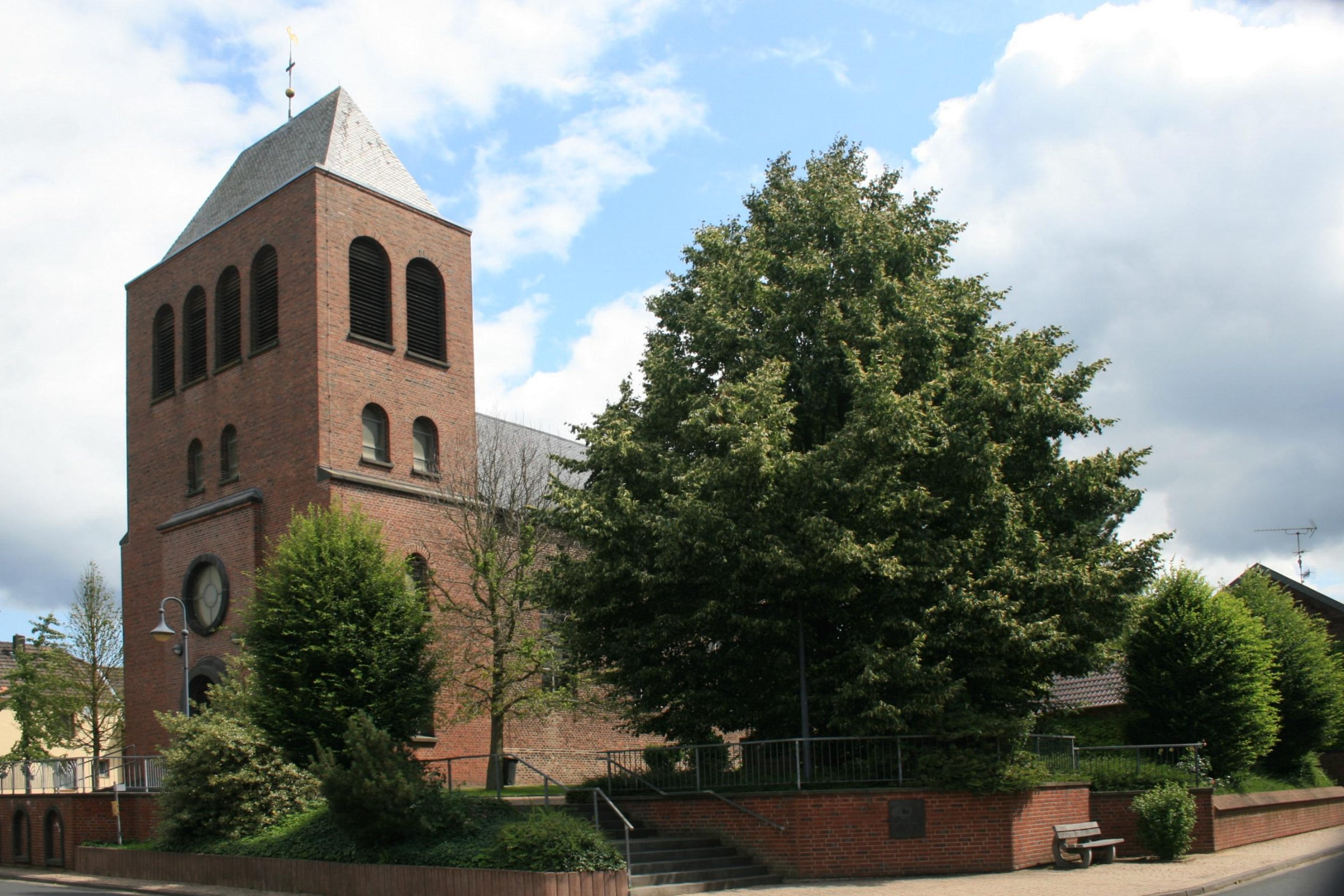
Kath. Pfarrkirche St. Vitus

Die katholische Kirche ist dem heiligen Vitus geweiht. St. Vitus ist eine vierachsige Saalkirche mit dreiseitig geschlossenem Chor im Osten und eingezogenem Glockenturm mit Walmdach im Westen.
In der Kirche befinden sich ein Kreuzweg, vermutlich um 1900 entstanden, und Kirchenbänke aus derselben Zeit. Der Chorraum weist eine moderne Gestaltung auf. Die Fenster der Kirche schuf der Hattinger Künstler Egon Stratmann in den 1980er Jahren. Des Weiteren sind Fenster eines unbekannten Künstlers aus den 1950er Jahren zu sehen.

## Regelmäßige Veranstaltungen
- Jährliche Karnevalssitzung (Karnevallistischer Abend)
- Jährlicher Karvenvalsumzug, meist am Samstag vor Rosenmontag
- Jährliche Kunstausstellung[7][8]
- Gevelsdorfer Kirmes (Samstag am oder nach dem 15. Juni)
- Gevelsdorfer Adventsmarkt (1. Adventswochenende)
- Gevelsdorfer Kreativworkshops (2 × jährlich, vor Ostern und in der Vor-Weihnachtszeit)

## Verkehr

### Personennahverkehr
Rurtalbus fährt Gevelsdorf mit der AVV-Linie 287 an. Bis zum 31. Dezember 2019 wurde diese Linie vom BVR Busverkehr Rheinland bedient. Zusätzlich verkehrt zu bestimmten Zeiten ein Anruf-Sammel-Taxi. An Schultagen verkehren zudem die Schulbuslinien 271 und 274.
| Linie | Verlauf |
| ----- | --- |
| 271   | (Verstärkerfahrten) Titz – Jülich |
| 274   | (Verstärkerfahrten) Barmen Haus Overbach – Aldenhoven / Jülich / Linnich / Titz |
| 287   | (Linnich Rathaus –) Linnich-SIG Combibloc – Kiffelberg – (Tetz – Boslar – Hompesch – Müntz) / (Gevenich – Kofferen – Hottorf) – Hasselsweiler / (Ralshoven – Gevelsdorf) – Titz |
| AST   | AnrufSammelTaxi: Mo–Fr abends, Sa nachmittags/abends, So Jülich Bf/ZOB – Jülich Innenstadt – Lich-Steinstraß / Stetternich – Pattern / Welldorf – Mersch / Serrest / Güsten – Hompesch / Sevenich / Höllen – Müntz / Spiel / Rödingen / Bettenhoven – Ameln / Hasselsweiler / Ralshoven – Gevelsdorf / Kalrath – Titz – Mündt / Opherten – Jackerath |

### Fahrrad
Gevelsdorf ist in das Radwegenetz von Nordrhein-Westfalen eingebunden. Rad-Touristiker können sich am System der Knotenpunkte orientieren.